# Макленнан, Хью
Хью Макленнан (англ. Hugh MacLennan) (20 марта 1907 года, Глейс-Бей, Новая Шотландия, Канада — 9 ноября 1990 года, Монреаль, Квебек, Канада) — канадский писатель, профессор университета Макгилла.

## Биография
Хью Макленнан родился в Глейс-Бей, Новая Шотландия, 20 марта 1907 года. Его родители: отец — доктор Сэмюэль Макленнан, врач угольной шахты, мать — Кэтрин Макквери. У Хью также была старшая сестра Фрэнсис. Отец его был строгим кальвинистом, а мать — творческой и мечтательной натурой, и отец и мать оказали большое влияние на формирование Хью.
В 1913 году семья провела несколько месяцев в Лондоне, когда отец получал дополнительное образование в области медицины. По возвращении в Канаду они недолго жили в Сиднее, Новая Шотландия, а затем осели в Галифаксе. В декабре 1917 года 10-летний Хью пережил Взрыв в Галифаксе, самый мощный неядерный взрыв в истории человечества, который позже лёг в основу его первого романа «Барометр поднимается».
В возрасте от двенадцати до двадцати одного года он спал в палатке во дворе, возможно это было бегство от строгости отца. Хью вырос в религиозной семье, он и Франсез регулярно занимались в воскресной школе, а вся семья посещала пресвитерианские богослужения дважды каждое воскресенье. Хью был также очень спортивным, особенно больших успехов он достиг в теннисе и в конечном счете выиграл чемпионат Новой Шотландии 1927 года в парном мужском разряде.
По настоянию отца Макленнон и его сестра много занимались изучением классической литературы, хотя это было очень трудным для Фрэнсис, которая не испытывала никакого интереса к древнегреческой классике. Хью же нравилась классическая филология, поэтому он решил совершенствоваться по этому направлению. Свою учёбу Макленнон начал в Dalhousie University в Галифаксе. Получив высшие баллы, выиграл стипендию Родса, которая позволила ему продолжить образование в  Оксфордском университете в Англии. Четыре года в Оксфорде дали ему возможность путешествовать по Европа, и он побывал в таких странах, как Швейцария, Франция, Греция, Италия, СССР а также в Скандинавии. Учёную степень Макленнон получил в Принстонском университете в США.
Литературной деятельностью Макленнон начал заниматься ещё учась в Оксфорде. Сборник поэзии, написанной им в Оксфорде, и первые два романа, написанные в Принстонском университете, в которых он отразил впечатления от своих поездок по предвоенной Европе, были отвергнуты издателями. Переосмыслив причины первых неудач, Хью Макленнан обратился к канадской тематике, а начавшаяся Вторая мировая война подтолкнула к тому, чтобы начать писать о событиях на галифакской военно-морской базе во время Первой мировой войны.
Роман «Барометр повышается», опубликованный в 1941 году, принёс Макленнану первый успех и признание.
Следующий роман Хью Макленнана «Два одиночества» (1945), в центре которого находились отношения англоканадцев и франкоканадцев, сделал Макленнона ведущим канадским романистом, а пятидесятые годы XX столетия канадские литературные критики назвали «десятилетием Макленнана».
Известность Макленнону принесли также его эссе на географическую тематику — «Через страну» и «Семь рек Канады». Последнюю можно назвать не столько географической, сколько историко-географической, которая рассказывает о семи реках, создавших Канаду, о первопроходцах, которые по рекам и озёрам прошли с востока на запад и северо-запад до Тихого и Северного Ледовитого океана, о людях, которые и жили и ныне живут на берегах этих рек. В своей книге Макленнан пишет и о сходстве природных условий Канады, Скандинавии и России:

А сама Россия, во всяком случае то, что касается ландшафта, напоминает Центральную Канаду больше любой другой страны на нашей планете. …Однако ни в одном аспекте Россия и Канада не проявляют такого сходства, как во «внешности» своих рек. Великие реки восточной России, даже если не принимать во внимание их огромную протяжённость, удивительно схожи с Юконом, Невольничьей, Маккензи, Пис-Ривер, Черчиллем и Нельсоном. Волга и Дон, текущие через хлеборобные области России, напоминают своей величавостью и красками Саскачеван; река Москва петляет по столице России так же, как Ред-Ривер по Виннипегу, а Днепр местами напоминает реку Св. Лаврентия.

Но не только природа Канады, но и само творчество Макленнана имеет отдельные русские черты. Так, например, написал в предисловии к книге «Семь рек Канады» А. И. Черкасов:

Американская пресса, чуткая ко всякому отклонению от «североамериканского стандарта», отметила в его творчестве «русскую атмосферу», имея в виду, очевидно, тургеневскую неторопливость повествования, постоянное присутствие авторского голоса и тщательность отделки текста — будь то в диалогах, эпизодах или описаниях природы.

Помимо литературной работы, Хью Макленнон занимался также и преподавательской деятельностью. Только в университете Макгилла он 30 лет (с 1951 по 1981 год) преподавал английскую литературу.

## Признание заслуг
Хью Макленнан 5 раз получал Премию генерал-губернатора (трижды за свои романы и дважды за документальную прозу). В 1943 году получил стипендию Гуггенхайма. В 1984 году он получил 100 тысяч долларов премии Royal Bank Award, а в 1987 году стал первым канадцем, получившим Медаль Джеймса Мэдисона Принстонского университета, вручаемую ежегодно наиболее отличившемуся в своей профессии выпускнику. Он также был удостоен других наград и почетных званий.

### Романы
- Барометр поднимается (1941)
- Два одиночества (1945)
- Пропасть (1948)
- Сын всех людей (1951)
- Предрассветная вахта (1959)
- Возвращение сфинкса (1967)
- Голоса во времени (1980)[7]

### Эссе и научные работы
- Oxyrhyncus : Экономическое и социальное изучение (1935)
- Канадское единство и Квебек (1942)
- Через страну (1949)
- Будущее романа как художественной формы (1959)
- Возвращение шотландца и другие эссе (1960)
- Семь Рек Канады (1961). Американское издание: New York: Scribner, 1962. Русское издание: Москва, Прогресс, 1990
- Цвет Канады (1967)
- Другая сторона Хью Макленнана (1978)
- На существовании писателя-мариниста (1984)
- Дорогая Мэриан, Дорогой Хью (переписка) (1995, под редакцией Christl Verduyn)

### Переводы на русский язык
- Макленнан Х. Семь рек Канады = Seven rivers of Canada. Toronto, 1961 / Хью Макленнан; Пер. с англ. В. Н. Кондракова; Под ред. и с предисл. А. И. Черкасова; Ред. Т. А. Ольсевич; Худ. Е. А. Антоненков. — М.: Прогресс, 1990. — 288 с. — 50 000 экз. — ISBN 5-01-002050-5. (обл.)